# Unterwössen

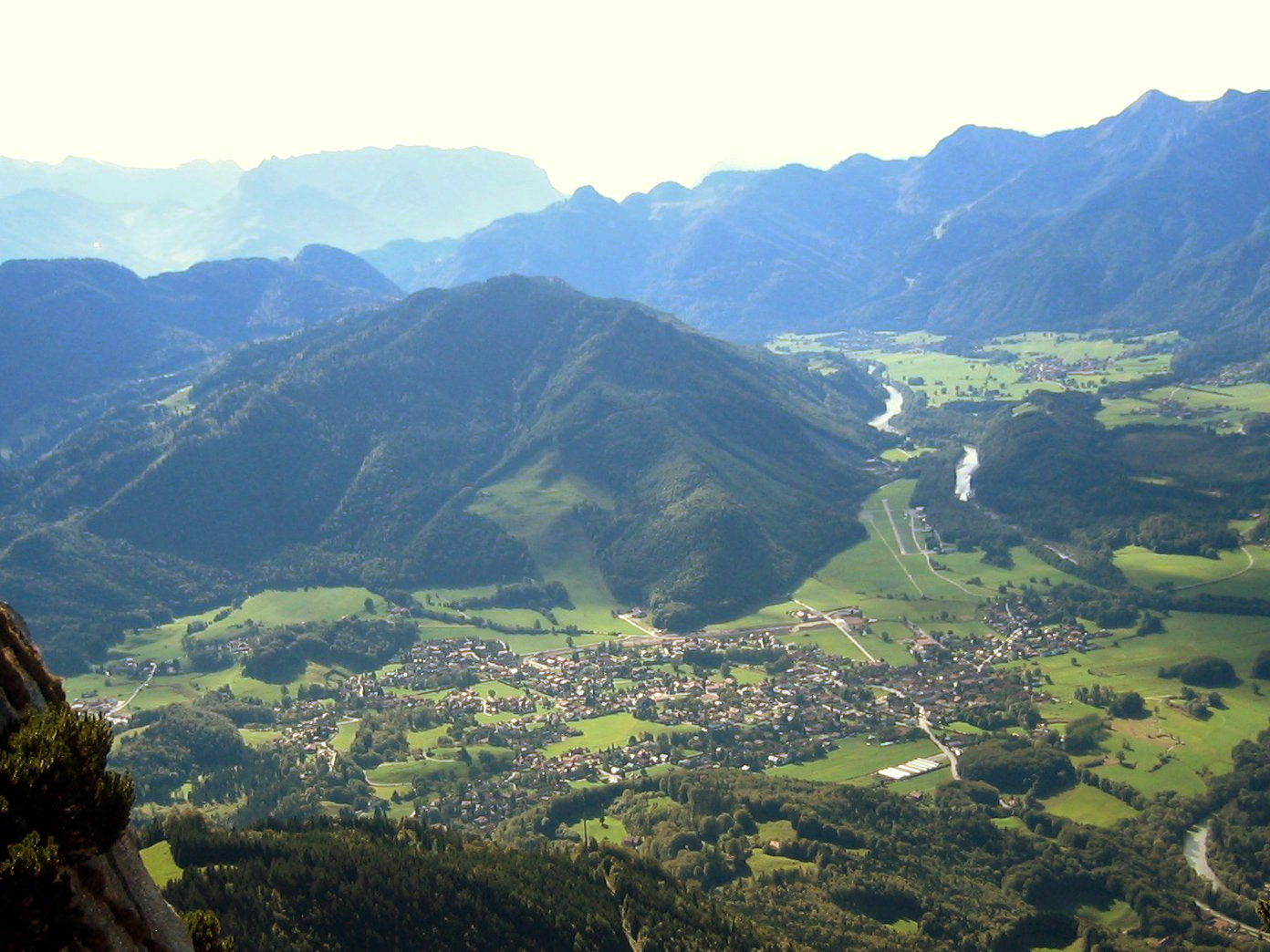
Unterwössen

Unterwössen – miejscowość i gmina w południowo-wschodnich Niemczech, w kraju związkowym Bawaria, w rejencji Górna Bawaria, w regionie Südostoberbayern, w powiecie Traunstein. Leży około 20 km na południowy zachód od Traunsteinu, nad rzeką Großache, przy drodze B305. Według danych z 31 grudnia 2011 gminę zamieszkiwało 3,5 tys. mieszkańców.

## Demografia
Dane o ludności z 31 grudnia 2008:
| Opis                                | Ogółem | Ogółem | Kobiety | Kobiety | Mężczyźni | Mężczyźni |
| ----------------------------------- | ------ | ------ | ------- | ------- | --------- | --------- |
| Jednostka                           | osób   | %      | osób    | %       | osób      | %         |
| Populacja                           | 3442   | 100    | 1781    | 51,74   | 1661      | 48,26     |
| Wiek przedprodukcyjny (0–17 lat)    | 606    | 17,61  | 307     | 8,92    | 299       | 8,69      |
| Wiek produkcyjny (18–65 lat)        | 1914   | 55,61  | 978     | 28,41   | 936       | 27,19     |
| Wiek poprodukcyjny (powyżej 65 lat) | 922    | 26,79  | 496     | 14,41   | 426       | 12,38     |

## Polityka
Wójtem gminy jest Hans Haslreiter z CSU, rada gminy składa się z 16 osób.
|      | CSU | SPD | FWGW | UWW | OWG | FDP | Razem |
| 2008 | 6   | 1   | 3    | 2   | 3   | 1   | 16    |
| 2002 | 6   | 1   | 4    | 3   | 2   | -   | 16    |